# Mercenasco
Mercenasco (en français Mercenasque) est une commune italienne de la ville métropolitaine de Turin, dans la région Piémont.

## Transport
La commune est traversée par la ligne de Chivasso à Aoste, la gare de Mercenasco est desservie par des trains régionaux (R) Trenitalia.

## Administration
| Période                                  | Période | Identité       | Étiquette | Qualité |
| ---------------------------------------- | ------- | -------------- | --------- | ------- |
|                                          |         | Giuseppe Vesco |           |         |
| Les données manquantes sont à compléter. |         |                |           |         |

### Hameaux
Villate.

### Communes limitrophes
Romano Canavese, Strambino, Scarmagno, Cuceglio, Montalenghe, Candia Canavese, Orio Canavese, Barone Canavese.